# Michael Åström (handbollsspelare)
Kent Michael Åström, tidigare Jansson (fram till 2007), född 8 oktober 1976 i Stockholm, är en svensk tidigare handbollsmålvakt.

## Klubbar
- Norsborgs IF (–1990)
- IFK Tumba (1990–2005)
- Hammarby IF (2005–2011, 2012)
  -  Saint-Raphaël Var HB (lån, 2010)[2]
  -  SDC San Antonio (lån, 2009/2010)[3][4]
- IFK Tumba (2014?–2017?)[3]

## Meriter
- Svensk mästare tre gånger (2006, 2007 och 2008) med Hammarby IF